# Manik Hataran
Manik Hataran is een bestuurslaag in het regentschap Simalungun van de provincie Noord-Sumatra, Indonesië. Manik Hataran telt 2816 inwoners (volkstelling 2010).